# Mario Adorf

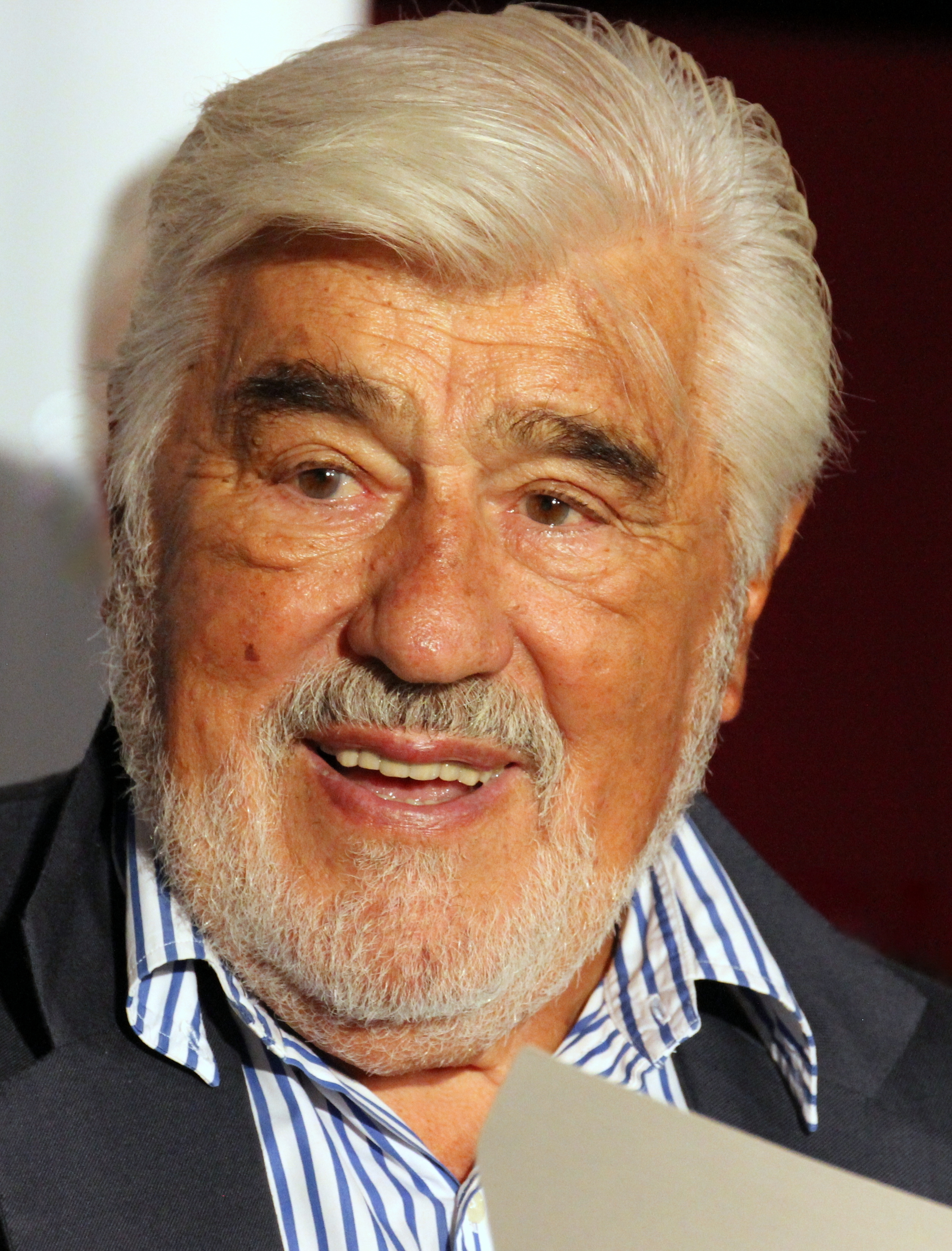
Mario Adorf auf der Frankfurter Buchmesse 2016

Mario Adorf (* 8. September 1930 in Zürich) ist ein deutscher Schauspieler, Hörbuch- und Hörspielsprecher, Synchronsprecher sowie Autor. Seinen Durchbruch hatte er 1957 mit dem Kriminalfilm Nachts, wenn der Teufel kam in der Rolle des von den Nationalsozialisten zum Serienmörder erklärten Bruno Lüdke. Der Produzent Dieter Wedel besetzte mit ihm unter anderem in seinen Mehrteilern Der große Bellheim (1992), Der Schattenmann (1995) und Die Affäre Semmeling (2002) in der Hauptrolle. Er gehört zu den profiliertesten zeitgenössischen Darstellern auf der Bühne, im Kino und im Fernsehen.

## Leben

### Herkunft und Ausbildung
Mario Adorf wurde in Zürich geboren, dem Geburtsort seiner Mutter, der Deutschen Alice Adorf (1905–1998). Drei Monate nach seiner Geburt wurde sie mit dem Säugling aus der Schweiz ausgewiesen und zog nach Mayen in der Eifel, woher ihr Vater stammte und wo sie als Kind gelebt hatte. Mario Adorfs Vater war der Chirurg Matteo Menniti, der in Siderno in Süditalien eine Klinik leitete. Die Mutter, die als Röntgenassistentin in der Klinik gearbeitet und eine Liebesbeziehung zu ihm unterhalten hatte, floh hochschwanger aus Italien in die Schweiz, um ihr Kind nicht in staatliche Obhut geben zu müssen. Nach der Ausweisung und dem Umzug nach Deutschland wuchs Mario Adorf in Mayen auf, wo seine Mutter als Näherin und Schneiderin arbeitete. Als er drei Jahre alt war, gab sie ihn in das örtliche Kinderheim der Borromäerinnen, da es ihr an Geld und Wohnraum mangelte. Zu Beginn des Zweiten Weltkriegs wurde das Heim geschlossen, und Adorf kehrte zu seiner Mutter zurück. Er besuchte den Kindergarten der Borromäerinnen, die Volksschule und das städtische Realgymnasium in Mayen. Nach dem Abitur studierte er ab 1950 Geisteswissenschaften (Philosophie, Psychologie, Kriminologie, Literaturwissenschaft, Historische Musikwissenschaft, Theaterwissenschaft) an der Universität Mainz. In seiner Freizeit betätigte er sich in einer studentischen Boxstaffel und auf der Studentenbühne, wo er erste schauspielerische Erfahrung sammelte. 1953 zog Adorf zur Fortsetzung seines Studiums nach Zürich und arbeitete dort als Statist und Regieassistent am Schauspielhaus. Er brach das Studium ab und begann eine Schauspielausbildung an der Otto-Falckenberg-Schule in München. 

### Privates

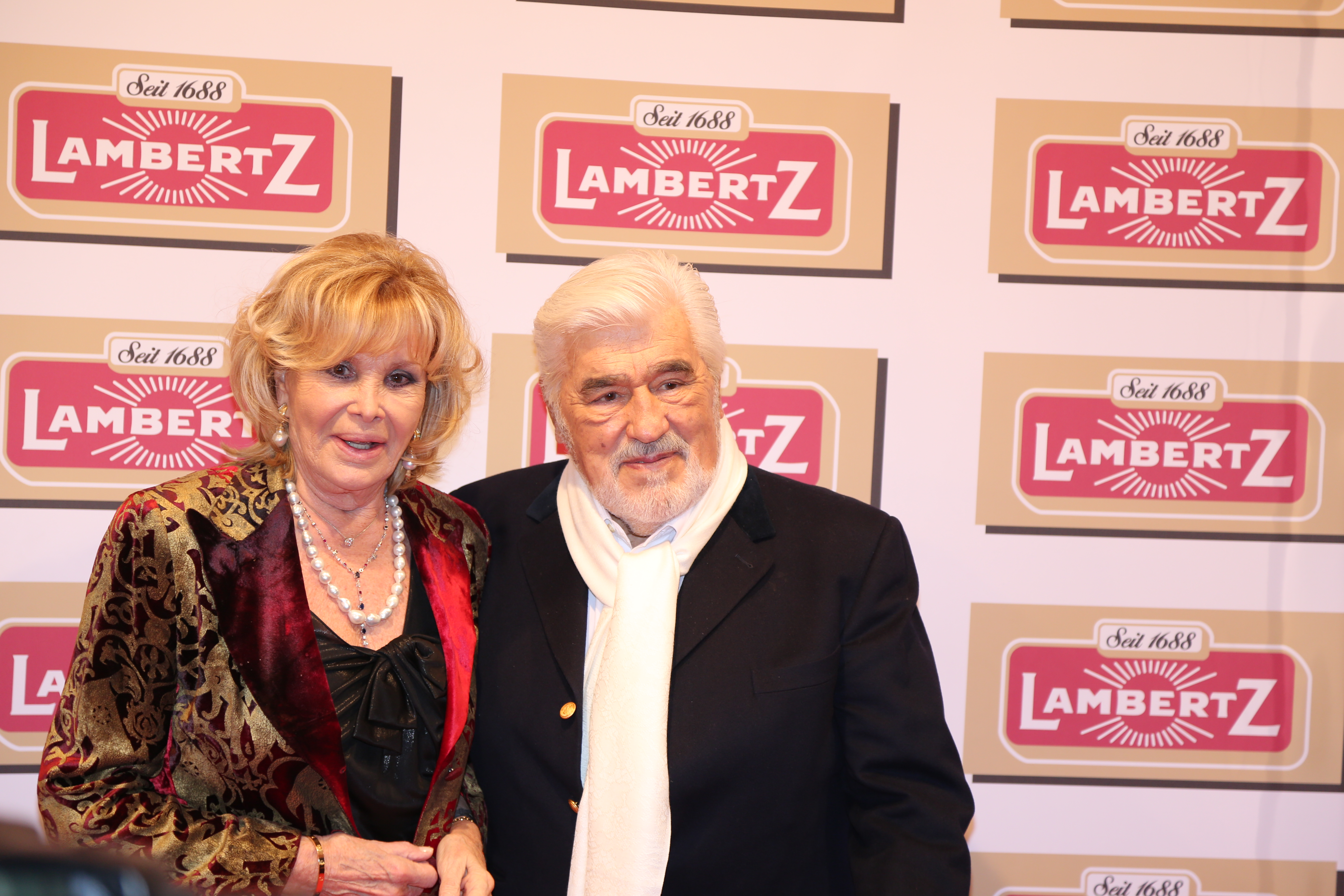
Mario und Monique Adorf, 2017

Mario Adorfs erste Ehefrau war die Schauspielerin Lis Verhoeven. Aus dieser Beziehung stammt die Tochter Stella Adorf, ebenfalls Schauspielerin. Er ist seit 1985 in zweiter Ehe mit Monique Faye verheiratet.
Adorf lebte in Campione d’Italia, später in München, Paris und Saint-Tropez. Auf die Frage, was er an seiner Wahlheimat Rom schätzt, wo er jahrzehntelang wohnte, antwortet Adorf in dem Dokumentarfilm Es hätte schlimmer kommen können in Bezug auf die 1960er Jahre: „Meine Vergangenheit. Das war natürlich damals diese Dolce-Vita-Zeit, sowohl vom Leben her, ein sehr leichtes Leben, wo man sehr gut leben konnte, mit wenig Geld auch. Eine sehr gut gelaunte Zeit auch.“
Auf die Frage nach seiner Identität erklärte Adorf, er fühle sich als „halber Italiener“. Es habe ihn in den Süden gezogen und er habe „immer Italiener“ sein wollen. Doch dann habe er gemerkt, dass alles, was ihn an Italien interessierte, vor allem die Kunst, nicht ein italienisches, sondern ein deutsches Lebensgefühl gewesen sei.

## Karriere

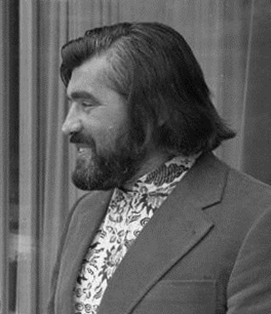
Mario Adorf, 1971

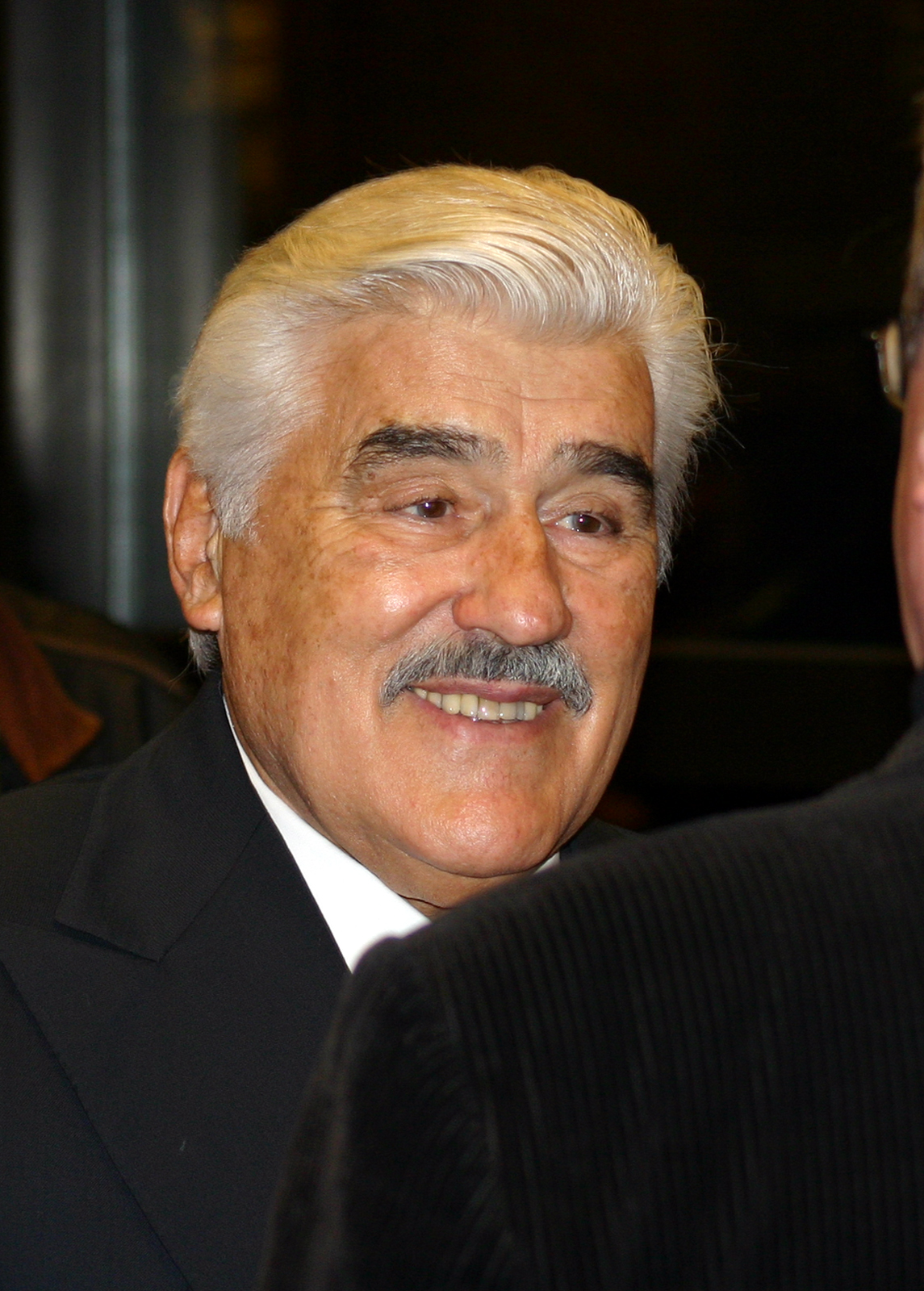
Mario Adorf, 2005

Seit 1954 trat Adorf an den Münchner Kammerspielen auf, wo er von 1955 bis 1962 ein festes Engagement hatte.
Nach kleinen Filmrollen wurde er durch seine Darstellung des von den Nationalsozialisten 
zum Serienmörder erklärten Bruno Lüdke in Nachts, wenn der Teufel kam einem größeren Publikum bekannt. Danach war er lange auf „Schurkenrollen“ festgelegt. In Winnetou 1. Teil übernahm er die Rolle von Winnetous bösartigem Gegenspieler Santer, der Winnetous Schwester Nscho-tschi (Marie Versini) erschoss. In einem Interview erklärte Adorf 2013, dass ihn Menschen noch heute auf diese Rolle ansprechen und sagen, dass sie ihm diese Filmtat lange nicht verziehen hätten. In der Kriminalkomödie Die Herren mit der weißen Weste verkörperte er den Ganoven Bruno „Dandy“ Stiegler. Erfolg hatte Adorf auch im internationalen Kino. Sein schauspielerisches Repertoire drückte sich meist in Charakteren aus, die zwischen raubeinigen Knechten und Ganoven und eleganten Mafiosi oder Signori angesiedelt sind. Auffällig zeigt sich auch Adorfs Vorliebe für die italienische Kultur. In dem italienischen Film Die Ermordung Matteottis spielte er Mussolini. Auch sein komödiantisches Talent konnte Adorf in mehreren Produktionen unter Beweis stellen.
Daneben erhielt er Engagements vom Jungen Deutschen Film, etwa als zwielichtiger Kommissar in Die verlorene Ehre der Katharina Blum und als Vater Matzerath in der Günter-Grass-Verfilmung Die Blechtrommel. In einer ersten – abgebrochenen und unveröffentlichten – Fassung von Werner Herzogs Filmepos Fitzcarraldo spielte Adorf 1981 neben Jason Robards und Mick Jagger eine Hauptrolle. Im 1981 erschienenen Film Lola spielt er den Baulöwen Schuckert. In der Verfilmung des Jugendbuches Momo von Michael Ende übernahm er 1986 an der Seite von Radost Bokel die Rolle des Maurers Nicola.
Ende der 1980er Jahre wandelte sich sein Image, und er gefiel in Patriarchenrollen, etwa in Ex und hopp – Ein böses Spiel um Liebe, Geld und Bier (1991). Der Regisseur Dieter Wedel besetzte ihn in seinen Mehrteilern Der große Bellheim (1992), Der Schattenmann (1995) und Die Affäre Semmeling (2002) in der Hauptrolle. Im Dezember 1996 war er in der Titelrolle der Sat.1-Krimireihe Tresko als Kunstsachverständiger Joachim „Jo“ Tresko zu sehen, dessen Figur er und der Autor Peter Zingler zusammen entwickelten. Anfang 1997 beendete Adorf auf eigenen Wunsch die Reihe, um sich um seine kranke Mutter kümmern zu können.
Im August 2009 stand Adorf als norddeutscher Marzipanfabrikant Konrad Hansen für das zweiteilige Familiendrama Der letzte Patriarch, der zu seinem 80. Geburtstag im September 2010 in der ARD gesendet wurde, neben Hannelore Elsner und Ursula Karven in Hamburg, Lübeck, Schanghai und Singapur vor der Kamera. Warum er die Rolle übernommen habe, erklärte er so: „Hansen ist ein charmanter Kotzbrocken, der ganz schön hart sein kann. Aber er erkennt seine Fehler und lernt daraus. Das hat die Rolle für mich so interessant gemacht.“ Als seinen größten Wunsch gab er im Jahr 2010 an, in einer Verfilmung des Lebens von Karl Marx die Hauptrolle zu übernehmen: „Einmal so richtig Karl Marx spielen zu können, das könnte eine besondere Möglichkeit sein.“ 2018 spielte er Marx in dem ZDF-Doku-Drama Karl Marx – der deutsche Prophet.
2003 war Adorf eines der Gründungsmitglieder der Deutschen Filmakademie. 2007 gehörte er unter dem Vorsitz des US-amerikanischen Filmemachers Paul Schrader zur Jury der internationalen Filmfestspiele von Berlin.
Seit 2018 verleihen die Stadt Worms und die Nibelungenfestspiele Worms den Mario-Adorf-Preis, der an Schauspieler, Bühnenbildner, Regisseure oder andere Mitglieder der Nibelungenfestspiele verliehen wird, die sich durch außergewöhnliche künstlerische Leistung hervorheben. Adorf selbst gehört zum Kuratorium der Festspiele und ist Mitglied der Jury. Er initiierte 2002 die Festspiele und wirkte 2002 und 2003 als Schauspieler daran mit. Adorf betätigt sich neben der Arbeit auf der Bühne und vor der Kamera als Synchron- und Hörspielsprecher. 1999 sprach er den Prolog zur Udo-Jürgens-Komposition Die Krone der Schöpfung. Im selben Jahr übernahm er die Sprechrolle des Richters der Toten im Musical Elisabeth in Essen. Am 26. November 2016 las er die alljährliche Adventsgeschichte in der von Florian Silbereisen moderierten Fernsehshow Das Adventsfest der 100.000 Lichter.
Ein Archiv von Adorfs Werken befindet sich an der Akademie der Künste in Berlin.

## Engagement

### Politisches Engagement
Adorf unterschrieb 2014 einen Appell für eine andere Russlandpolitik, der in der Wochenzeitung Die Zeit abgedruckt wurde und eine neue Entspannungspolitik forderte. Nach kritischen Reaktionen in Medien und der Öffentlichkeit verteidigte Adorf den Appell in einem Interview in der Welt am Sonntag.
Adorf plädiert für eine flexiblere Einwanderungspolitik in Deutschland. So müssten die Menschen nicht zwingend integriert oder assimiliert werden, vielmehr müsse sich auch die deutsche Gesellschaft anpassen. Das sei in der Vergangenheit mit Italienern und Polen auch gelungen.
Adorf äußerte sich auch kapitalismuskritisch: „Ich glaube nicht an ewiges Wachstum. Irgendwann wird der Kapitalismus am Ende sein.“

### Soziales Engagement
Adorf engagiert sich seit 2009 als „Botschafter für gutes Hören“ für die Entstigmatisierung Hörgeschädigter. Zusammen mit einem Hörgerätehersteller wirbt er für einen positiven Umgang mit Hörgeräten und sensibilisiert für die Früherkennung und den Ausgleich von Hörschäden.

## Filmografie (Auswahl)

### Kinofilme
- 1954: 08/15
- 1955: 08/15 Zweiter Teil
- 1955: 08/15 in der Heimat
- 1956: Kirschen in Nachbars Garten
- 1956: Robinson soll nicht sterben
- 1956: Mädchen und Männer (La ragazza della salina)
- 1957: Nachts, wenn der Teufel kam
- 1958: Der Arzt von Stalingrad
- 1958: Das Mädchen Rosemarie
- 1958: Schwester Bonaventura
- 1959: Das Totenschiff
- 1959: Am Tag, als der Regen kam
- 1960: Bumerang
- 1960: Haut für Haut (Le gout de la violence)
- 1960: Wer sind Sie, Dr. Sorge? (Qui êtes-vous, Monsieur Sorge?)
- 1960: Schachnovelle
- 1960: Mein Schulfreund
- 1961: Vergewaltigt in Ketten (A cavallo della tigre)
- 1962: Straße der Verheißung
- 1962: Freddy und das Lied der Südsee
- 1962: Lulu
- 1963: Endstation 13 Sahara (Station Six-Sahara)
- 1963: Winnetou 1. Teil
- 1963: Die endlose Nacht
- 1963: Moral 63
- 1963: Der letzte Ritt nach Santa Cruz
- 1963: Der Ehekandidat (La visita)
- 1964: Vorsicht Mister Dodd
- 1964: Die Goldsucher von Arkansas
- 1965: Sierra Charriba (Major Dundee)
- 1965: Unser Mann aus Istanbul (Operación Estambul)
- 1965: Mädchen für die Soldaten (Le soldatesse)
- 1965: Vergeltung in Catano (Tierra de fuego)
- 1965: Spione unter sich (Guerre secrète)
- 1965: Ich habe sie gut gekannt (Io la conoscevo bene)
- 1965: Geheimnis im blauen Schloß (Ten Little Indians)
- 1965: Eine Rose für alle (Una rosa per tutti)
- 1965: Die Herren
- 1966: Ganovenehre
- 1966: Unser Boß ist eine Dame (Operazione San Gennaro)
- 1967: Zärtliche Haie (Tendres requins)
- 1967: Die Über-Sinnliche (Questi fantasmi)
- 1967: Ladies, Ladies (Le dolci signore)
- 1968: Engelchen macht weiter – hoppe, hoppe Reiter
- 1968: Amigos (… e per tetto un cielo di stelle)
- 1969: Maßnahmen gegen Fanatiker
- 1969: Die Herren mit der weißen Weste
- 1969: Das rote Zelt (La tenda rossa)
- 1969: Fahrt zur Hölle, ihr Halunken (Gli specialisti)
- 1970: Das Geheimnis der schwarzen Handschuhe (L’uccello dalle piume di cristallo)
- 1970: Ein Fischzug für 300 Millionen (Un’anguilla da trecento milioni)
- 1970: Der feurige Pfeil der Rache (L’arciere di fuoco)
- 1970: Deadlock
- 1971: Malastrana (La corta notte delle bambole di vetro)
- 1971: Herzbube
- 1971: Das Syndikat (La polizia ringrazia)
- 1972: König, Dame, Bube
- 1972: Gewalt – die fünfte Macht im Staat (La violenza: quinto potere)
- 1972: Milano Kaliber 9 (Milano calibro 9)
- 1972: Der Mafia-Boß – Sie töten wie Schakale (La mala ordina)
- 1972: Toll trieben es die alten Germanen (Quando le donne persero la coda)
- 1973: Die Ermordung Matteottis (Il delitto Matteotti)
- 1973: Die Reise nach Wien
- 1973: Ohne Warnung (Sans sommation)
- 1974: Der Tod trägt schwarzes Leder (La polizia chiede aiuto)
- 1974: Das Urteil – Prozeß im Schnellverfahren (Processo per direttissima)
- 1974: Der dritte Grad (La faille)
- 1975: Warum bellt Herr Bobikow? (Cuore di cane)
- 1975: MitGift
- 1975: Die verlorene Ehre der Katharina Blum
- 1976: Bomber & Paganini
- 1977: Gefundenes Fressen
- 1977: Der Hauptdarsteller
- 1977: Tod oder Freiheit
- 1977: Ich habe Angst (Io ho paura)
- 1978: Deutschland im Herbst
- 1978: Fedora
- 1979: Die Blechtrommel
- 1979: Giganten der Landstraße (L’Empreinte des géants)
- 1979: Milo Milo
- 1981: Lola
- 1981: Der Ungehorsam (La disubbidienza)
- 1982: Die Linden von Lautenbach (Les Tilleuls de Lautenbach)
- 1982: Küste der Liebe (La Côte d’amour)
- 1982: Nina (Invitation au voyage)
- 1983: Himmel und Hölle (State buoni se potete)
- 1983: Klassenverhältnisse (Rapports de classe)
- 1985: Coconuts
- 1985: Marie Ward – Zwischen Galgen und Glorie
- 1985: Der 4 1/2 Billionen Dollar Vertrag (The Holcroft Covenant)
- 1986: Momo
- 1986: Second Victory (The Second Victory)
- 1986: Das blonde Mysterium (La ragazza del lilla)
- 1987: Rausch der Verwandlung
- 1987: Die Nacht kennt keine Zeugen (Notte italiana)
- 1987: Des Teufels Paradies
- 1988: Trau keinem Schurken (Try This One for Size)
- 1989: Franziskus (Francesco)
- 1989: Maxantino
- 1989: La luna negra
- 1989: La troppola
- 1989: Der Prozess des Galileo Galilei (Eppur si muove)
- 1990: Rosamunde
- 1990: Gesellschaftsspiele (Gioco di società)
- 1990: Der Badearzt (Mio caro Dottor Gräsler)
- 1990: Café Europa
- 1990: Stille Tage in Clichy (Quiet days in Clichy)
- 1991: Pizza Colonia
- 1993: Bauernschach
- 1993: Spion in Schwarz
- 1993: Maus und Katz
- 1994: Felidae
- 1994: Der kleine Lord (Il piccolo Lord)
- 1996: Alles nur Tarnung
- 1996: Dragonheart (Synchronisation von Draco)
- 1997: Rossini – oder die mörderische Frage, wer mit wem schlief
- 1997: Fräulein Smillas Gespür für Schnee
- 1997: Die furchtlosen Vier (Synchronisation von Fred der Esel)
- 1998: Mord im Kloster (La quindicesima epistola)
- 1998: Comeback für Freddy Baker
- 1999: Liebe deinen Feind (Ama il tuo nemico)
- 2000: Der kleine Lord – Retter in der Not (Il piccolo Lord, parte seconda)
- 2002: Epsteins Nacht
- 2003: Die Jungen von der Paul-Straße (I ragazzi della via Pal)
- 2004: Vera – Die Frau des Sizilianers
- 2005: Es ist ein Elch entsprungen
- 2008: Die Rote Zora
- 2009: Same Same But Different
- 2011: Gegengerade
- 2015: Der Liebling des Himmels
- 2012: Die Libelle und das Nashorn
- 2013: Die Erfindung der Liebe
- 2013: Der letzte Mentsch
- 2016: Schubert in Love
- 2021: Real Fight

### Fernsehen
- 1956: Termin Julia wird gehalten
- 1963: Die zwölf Geschworenen
- 1972: Pinocchio (Le avventure di Pinocchio) (Miniserie)
- 1981: Die kleine Welt des Don Camillo (The Little World of Don Camillo)
- 1982: Marco Polo (Miniserie)
- 1982: Smileys Leute – Agent in eigener Sache (Smiley’s People) (Miniserie)[26]
- 1985: Via Mala
- 1986: Kir Royal
- 1986: Mino – Ein Junge zwischen den Fronten
- 1988: Heimatmuseum
- 1989: Allein gegen die Mafia (La Piovra 4), Teil 4
- 1990: Die Kaltenbach-Papiere (Teil 1 Sharon, Teil 2 Eva)
- 1991–1996: Prinzessin Fantaghirò (Fantaghirò)
- 1991: Ex und hopp – Ein böses Spiel um Liebe, Geld und Bier
- 1991–1992: Die Abenteurer vom Rio Verde (Rio Verde)
- 1993: Der große Bellheim
- 1993: König der letzten Tage
- 1993–1994: Amigomio
- 1996: Der Schattenmann
- 1996: Tresko – Der Maulwurf
- 1996: Tresko – Im Visier der Drogenmafia
- 1996: Tresko – Amigo Affäre
- 1998: Alle für die Mafia
- 1999: Die Piraten der Karibik (Caraibi)
- 2002: Die Affäre Semmeling
- 2005: Enigma – Eine uneingestandene Liebe
- 2006: Karol Wojtyła – Geheimnisse eines Papstes
- 2007: Rosa Roth – Der Tag wird kommen
- 2007: Winnetou darf nicht sterben (Dokumentarfilm)
- 2010: Der letzte Patriarch
- 2010: Das Geheimnis der Wale
- 2012: Die lange Welle hinterm Kiel
- 2013: Krokodil
- 2013: Pinocchio
- 2014: Altersglühen – Speed Dating für Senioren
- 2016: Winnetou – Der Mythos lebt
- 2018: Einmal Sohn, immer Sohn
- 2018: Karl Marx – der deutsche Prophet[27]
- 2019: Alte Bande

## Hörspiele
- 1956: Hans Rothe: Zwischen Erde und Himmel (Ronny Flannery) – Regie: Heinz-Günter Stamm (Original-Hörspiel)
- 1956: Oda Schaefer: Libellenbucht (Detlev) – Regie: Heinz-Günter Stamm
- 1958: Werner Prym: Serenade in Mi und Mau. Ein Bericht über die Katzen von Rom (Armand) – Regie: Heinz-Günter Stamm
- 1958: Paul Claudel: Der seidene Schuh oder Das Schlimmste trifft nicht immer zu. Spanische Handlung in vier Tagen (4. Teil: Vierter Tag) (Manuelito) – Regie: Otto Kurth
- 1958: Ingeborg Bachmann: Der gute Gott von Manhattan (Barmann) – Regie: Fritz Schröder-Jahn (Original-Hörspiel)
- 1958: Johannes Hendrich: Lauter Engel um Monsieur Jacques – Regie: Heinz-Günter Stamm
- 1959: Marcel Pagnol: Madame Aurélie oder Die Frau des Bäckers (Dominique) – Regie: Heinz-Günter Stamm
- 1959: Stefan Zweig: Schachnovelle (Czentovic) – Regie: Werner Hausmann
- 1960: Lew Tolstoi: Katjuscha (Menjschow) – Regie: Heinz-Günter Stamm
- 1960: Josef Martin Bauer: Geronimo und die Räuber (Vencento Dellaverena) – Regie: Heinz-Günter Stamm (Original-Hörspiel)
- 1961: Aischylos: Die Perser (Xerxes) – Regie: Friedrich Siems
- 1961: Rudyard Kipling: Fischerjungen (2 Teile) – Regie: August Everding
- 1964: Werner Helmes: Die Scherbe des Bacchus (Schrater, David) – Regie: Rudolf Jürgen Bartsch (Original-Hörspiel)
- 1976: Rolf und Alexandra Becker: Verbrich mir nichts: Dickie Dick Dickens & Co. (5. Staffel: 1. bis 4. und 6. Folge) (Habakuk Benevuti) – Regie: Peter M. Preissler (Original-Hörspiele)
- 1989: Karl Bruckmaier: Front. Menschen im Kriegszustand (Soldat) – Regie: Karl Bruckmaier

## Werke
Erzählungen und Geschichten
- 1994: Der Dieb von Trastevere. Geschichten aus Italien. Kiepenheuer & Witsch, Köln 1994, ISBN 3-462-02330-6
- 1996: Der Fenstersturz und andere merkwürdige Geschichten. Kiepenheuer & Witsch, Köln, ISBN 3-462-02576-7.
- 2000: Der römische Schneeball. Wahre und erfundene Geschichten. Kiepenheuer & Witsch, Köln, ISBN 3-462-03036-1.
- 2003: Der Fotograf von San Marco: Die italienischen Erzählungen. Kiepenheuer & Witsch, Köln, ISBN 3-462-03354-9.

Erinnerungen
- 1992: Der Mäusetöter. Unrühmliche Geschichten. Autobiographie, Kiepenheuer & Witsch, Köln, ISBN 3-462-02160-5.
- 2004: Himmel und Erde. Unordentliche Erinnerungen. Goldmann Verlag, München 2005, ISBN 3-442-15329-8.
- 2005: Mit einer Nadel bloß. Über meine Mutter. Goldmann Verlag, München 2007, ISBN 3-442-15410-3.
- 2005: Bilder meines Lebens, mit Ergänzungen von Peter Berling, Helmut Dietl, Günter Grass, Kiepenheuer & Witsch, Köln, ISBN 978-3-462-03620-6. (Autobiografische Fotodokumentation)
- 2015: Schauen Sie mal böse: Geschichten aus meinem Schauspielerleben. Kiepenheuer & Witsch, Köln, ISBN 3-462-04827-9.

Gespräch / Interview
- Gero von Boehm: Mario Adorf. 13. September 2006. Interview in: Begegnungen. Menschenbilder aus drei Jahrzehnten. Collection Rolf Heyne, München 2012, ISBN 978-3-89910-443-1, S. 379–388

## Tonträger (Auswahl)
- 1994: Al dente – Live-Ausschnitte aus dem „Al Dente“ Programm, Alte Oper Frankfurt. München: BMG records, EAN 743211990721
- 1996: Schön bös – Adorf singt Kreisler. München: BMG records, EAN 74321403742
- 1998: Mario Adorf liest Christiane Kohl: Der Jude und das Mädchen – Eine verbotene Freundschaft in Nazideutschland. Hamburg: Hoffmann und Campe, ISBN 978-3-442-12968-3
- 2001: Briefwechsel Federico Fellini Georges Simenon – Lesung mit Otto Sander (125 min bei Kein und Aber Records, Zürich 2001) ISBN 978-3-0369-1104-5
- ca. 2004: Mario Adorf liest Gerhart Hauptmann Bahnwärter Thiel. Berlin: Wortstark, ISBN 3-920111-21-4
- 2004: Mario Adorf liest Himmel und Erde. München: Der Hörverlag, ISBN 3-89940-428-9
- 2004: Mario Adorf liest Der Fotograf von San Marco. München: Der Hörverlag, ISBN 3-89940-201-4
- 2004: Mario Adorf liest Der Fenstersturz. München: Der Hörverlag, ISBN 3-89940-454-8
- 2005: Mario Adorf liest Der römische Schneeball. München: Der Hörverlag, ISBN 3-89940-545-5
- 2006: Mario Adorf liest Maupassant: Unter den Olivenbäumen. München: Süddeutsche Zeitung, ISBN 978-3-86615-367-7
- 2007: Schmidt. von Louis Begley. Random House Audio, ISBN 978-3-86604-750-1.
- 2007: Mario Adorf liest Casanova, Wiedersehen mit einer großen Liebe. München: LangenMüller, ISBN 978-3-7844-4135-1
- 2007: Joseph Roth: Die Legende vom heiligen Trinker. Zürich: Diogenes-Verlag, ISBN 978-3-257-80158-3
- 2008: Weihnachten mit Mario Adorf – Die schönsten Weihnachtsgeschichten & Lieder. Hamburg: Tchibo GmbH
- 2008: Mario Adorf liest Alexander Granach, Da geht ein Mensch. München: Kunstmann, ISBN 978-3-88897-542-4
- 2008: Tod und Teufel, Hörspiel. München: Der Hörverlag, ISBN 978-3-86717-321-6
- 2010: Mario Adorf liest die Lieblingsballaden der Deutschen. Verlag Herder, ISBN 978-3-451-31607-4.
- 2010: Mario Adorf liest Claire Din, Flügel der Liebe. LC-23025, AM09107
- 2011: Adorf liest Goethe. Verlag Herder, ISBN 978-3-451-31892-4.
- 2023: Adorf liest Stefan Zweig. BUCHFUNK, ISBN 978-3-86847-647-7.

## Filmdokumentationen
- Lebenslänglich Schauspieler – 65 Jahre Mario Adorf Filmporträt von Ilona Kalmbach. Deutschland 1995 (ARD, Eigenproduktion des WDR), 45 Minuten.
- Die Besten im Westen – Mario Adorf. Filmporträt von Ulrike Brincker. Deutschland 2008 (WDR), 45 Minuten.
- Es hätte schlimmer kommen können – Mario Adorf. Kinodokumentarfilm von Dominik Wessely. Deutschland 2019, 98 Minuten[28]

## Auszeichnungen und Ehrungen

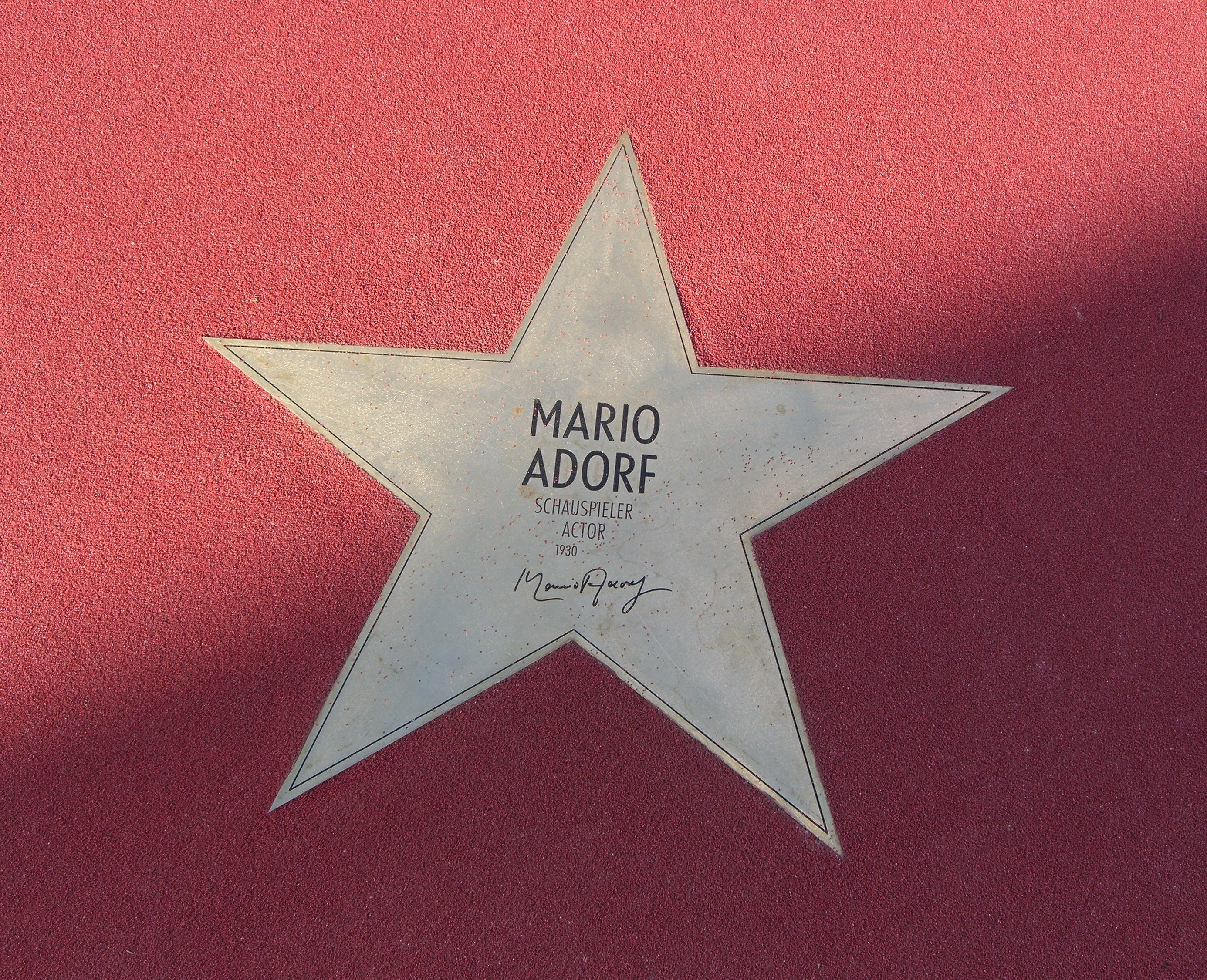
Stern von Mario Adorf auf dem Boulevard der Stars in Berlin, 2010

- 1958: Bundesfilmpreis: Filmband in Gold (Bester Nachwuchsschauspieler) für Nachts, wenn der Teufel kam
- 1958: Preis der deutschen Filmkritik (Bester Darsteller) für Nachts, wenn der Teufel kam
- 1974: Ernst-Lubitsch-Preis
- 1978: Bambi (Beliebtester Schauspieler des Jahres) für Der Hauptdarsteller
- 1979: Großer Hersfeld-Preis für Arturo Ui
- 1982: Bundesfilmpreis: Filmband in Silber für Lola
- 1986: Deutscher Darstellerpreis (Bester Darsteller) für Via Mala
- 1992: Goldene Kamera für künstlerische Gesamtleistung
- 1992: Bundesfilmpreis: Filmband in Gold für Pizza Colonia
- 1993: Bundesverdienstkreuz
- 1993: Telestar für Der große Bellheim
- 1994: Goldene Kamera für Der große Bellheim
- 1994: Adolf-Grimme-Preis mit Gold für Der große Bellheim (zusammen mit Dieter Wedel, Heinz Schubert, Hans Korte und Will Quadflieg)
- 1995: Romy Platin-Romy
- 1996: Goldenes Schlitzohr
- 1996: Bayerischer Fernsehpreis zusammen mit Günter Strack und Heinz Hoenig für Der Schattenmann
- 1996: Carl-Zuckmayer-Medaille
- 1997: Karl-Valentin-Orden
- 1997: DIVA-Award
- 2000: Bayerischer Filmpreis: Ehrenpreis für sein Lebenswerk
- 2001: Großes Bundesverdienstkreuz
- 2001: Ehrenbürgerschaft der Stadt Mayen/(Eifel) (9. September)
- 2003: Bayerischer Verdienstorden
- 2003: Siegfried-Lowitz-Preis
- 2003: Goldener Ochse – Ehrenpreis des Filmkunstfestes Mecklenburg-Vorpommern
- 2004: Deutscher Filmpreis: Filmpreis in Gold als Ehrenpreis für herausragende Verdienste um den deutschen Film
- 2004: Ehrenmitglied von Alemannia Aachen
- 2005: Verdienstorden des Landes Rheinland-Pfalz
- 2005: Filmfest München: CineMerit Award
- 2006: Platz 2 in der ZDF-Reihe Unsere Besten in der Sendung Lieblingsschauspieler
- 2006: Bambi (Kategorie Kultur)
- 2007: Goldene Zeile[29]
- 2009: Orden wider den tierischen Ernst[30]
- 2010: Stern auf dem Boulevard der Stars in Berlin
- 2010: Ehrendoktorwürde der Johannes-Gutenberg-Universität Mainz[31][32]
- 2012: Goldene Kamera für sein Lebenswerk
- 2012: Berlin & Beyond Film Festival: Auszeichnung für sein Lebenswerk
- 2014: In Mayen wird ein Weg nach ihm benannt[33]
- 2016: Dresdner St. Georgs Orden
- 2016: Internationales Filmfestival von Locarno: Auszeichnung mit dem Ehrenpreis Pardo alla carriera[34]
- 2016: Bambi in der Kategorie Lebenswerk
- 2019: Herbert-Strate-Preis
- 2022: Kinofest Lünen – Nike für das Lebenswerk[35]
- 2022: Europäischer Kulturpreis für sein Lebenswerk
- 2024: Deutscher Fernsehpreis 2024: Ehrenpreis für das Lebenswerk[36]

## Ausstellung
- 2012: Mario Adorf …böse kann ich auch, Akademie der Künste, Berlin